# Shippar
Shippar, (cuja origem é a palavra da língua inglesa relationship, "relacionamento") é desejar que duas pessoas, sejam da vida real ou ficcionais, estabeleçam um relacionamento romântico. Existem basicamente duas categorias de shipper: os que apoiam um romance são chamados simplesmente de shippers e aqueles que apoiam uma amizade são chamados de friendshippers. Porém essa divisão não se refere aos mesmos personagens. Por exemplo, uma pessoa pode ser shipper dos personagens Peeta Mellark e Katniss Everdeen enquanto é friendshipper de Josh Hutcherson e Jennifer Lawrence atores que fazem os personagens anteriormente citados na saga Jogos Vorazes. Mais do que uma tradução, o termo shipping significa hoje uma expressão para demonstrar interesse notório de que duas ou mais pessoas se "amem" se "relacionem" sejam de forma amorosa ou de amizade.
Por serem em sua grande maioria mulheres, as shippers costumam ser confundidas com fangirls (termo muitas vezes usado de forma pejorativa). Fangirls são muitas vezes consideradas "tietes" de um determinado ator ou personagem, mas na realidade este termo pode ser utilizado para designar fãs do sexo feminino de diversos conteúdos; Shipper é um termo que é somente utilizado para designar pessoas que torcem por casais, os shippando.
Existem ainda aqueles os quais possuem preferência por ships considerados impossíveis, como é o caso de Drillbit. Entre seus "cult ships" mais famosos estão: Betty Cooper e Archie Andrews, em Riverdale, Dumbledore e Hagrid, em Harry Potter; Naruto Uzumaki e Sasuke Uchiha, em Naruto; Spy e Paulo; Duarte e Panda; entre outros. Apesar disto, o mesmo está envolvido em um OTP, o famoso "Druby".

## Etimologia
Acredita-se que a palavra "shipper" tenha surgido entre os fãs da série Arquivo X, que já usavam esse termo em 1996 para determinar aqueles que viam uma ligação romântica entre os agentes Fox Mulder e Dana Scully indo contra outra parcela dos fãs que se autodenominavam NoRomos (No Romance) e insistiam que a série não precisava de romance.
Baseados na palavra relationship (relacionamento, na língua inglesa), surgiram os termos:
- Ship: um determinado casal (ex: casal de celebridade favorita)
- Shipper: pessoa que torce por um casal.
- Shippar: a pratica de torcer por um casal.

## Classificações
- Canon Ship ou Conventional Couple

Canon Ship é um casal que de alguma forma foi pré-estabelecido na história original. Se o autor deixou claro que esses dois personagens estão, irão ou poderão ficar juntos, eles são Canon. (Ex: Barry e Iris, Astrid e Soluço, Dominic Toretto e Letty Ortiz, Ethan Hunt e Ilsa Faust, Mary Jane e Peter Parker, Ginger e Rocky, Rita e Roddy, Betty e Woody, Alex e Gia, Gwen Tennyson e Kevin Levin, Eva e WALL-E, Melman e Gloria, Gato de Botas e Kitty Patamansa, Po e Tigresa, Judy Hopps e Nick Wilde, Kim Possible e Ron Stoppable, Celia e Mike, José Bezerra e Rapunzel, Clark Kent e Lois Lane, Reed Richards e Sue Storm, Alicia e Ben, Steve Rogers e Peggy Carter, Hope Van Dyne e Scott Lang, Markus e North, Rose e Dimitri, Ezra e Aria, Emma e Hook, House e Cuddy, Dan e Serena, Barbara Gordon e Dick Grayson, Finn e Rachel, Percy e Annabeth, Korra e Asami, Naruto e Hinata, Princesa Leia e Han Solo, Blaine e Kurt, Karasuma Tadaomi e Irina Jelavi, Rose Quartz e Greg Universe, Bonnie e Marceline).
- Cult Ship ou Unconventional Couple

Cult Ship é um casal que não foi pré-estabelecido na história. É o oposto de Canon Ship pois não existem evidências românticas entre eles. Também são mais chamados de Fanon Ship (Ex: Kara e Luther, Bolt e Mittens, Dory e Marlin,Gideon Grey e Judy Hopps, Gideon Grey e Sharla - Uma ovelha negra que aparece no início do filme, Garça e Víbora, Draco e Harry, Gale e Peeta, Sebastian e Ciel, Quinn e Rachel, Alice e Will, Percy e Nico,  Derek e Stiles, Audrey e Emma, Mini e Franky, Dean e Castiel, Sakura e Syaoran, Celestia e Discord, Gumball e Marshal, Ragnar e Athelstan).
- Ghost Ship

Ghost Ship é a denominação para ships onde um ou mais (ou todos) dos participantes de um ship morreram no decorrer de uma história.
- Slash

São os casais homossexuais, sendo slash a versão masculina e femslash a versão feminina. O termo surgiu nos anos 70 com fanfics sobre Spock e Capitão Kirk de Jornada nas Estrelas, pois os autores das fanfics utilizavam uma barra (/) que em inglês chama-se "slash"  para escrever os nomes dos personagens na descrição das histórias. (Ex: Alex/Vitaly,Benjamim Garramansa/Chefe Bogo, Kai/Oogway, Draco/Harry, Shifu/Sr.Ping, Scorpius/Albus, Percy/Nico, etc).
- OTP

Em inglês: One True Paring (na tradução literal um "único casal verdadeiro"). Um OTP é o seu casal favorito, ou seja, aquele casal que você torce mais para que dê certo do que seus outros ships, e o que você acredita que seja real. Geralmente um casal que você dedique mais o seu tempo para discussão e/ou criação de conteúdo que o resto dos casais que você torce por. (Ex: Louis e Harry, John e Sherlock, Brad e Angelina, Camy e Isa etc). A variação desse termo é BROTP, uma relação de forte amizade e irmandade entre duas ou três pessoas, comumente. (Ex: Bucky e Steve Rogers, Dory e Marlin, Finnick e Nick Wilde, Dominic Toretto e Luke Hobbs, Connor e Hank, Scott e Stiles, etc).
- Crackship

Uma relação incomum e improvável, pode envolver qualquer tipo de personagem e qualquer fandom. Existem 4 motivos para ser considerado Crack: 1- Eles não se conhecem/ Nunca se viram. 2- Não são do mesmo universo. 3- Não se combinam. 4 - Seria errado (Ex:  Benjamim Garramansa e Finnick, Bruce Banner e Natasha Romanoff, Chapeuzinho Vermelho e Lobo Mau, Dona Florinda e Seu Madruga, Frisk e Sans, Sans e Papyrus, Tai Lung e Tigresa, Song e Tai Lung, Finnick e Gazelle, Judy Hopps e Sra. Lontroza, Lara Croft e Nathan Drake, Selena e Taylor, Lady Gaga e Beyoncé, Jack Frost e Elsa, Melanie Martinez e Halsey, Hermione e Annabeth, Jennifer e Colin, Nicki Minaj e Ariana Grande, Obama e Jessie J, Faustão e Selena Gomez).

## Ships famosos
Alguns dos grupos de shippers mais conhecidos mundialmente são os das séries Arquivo X, notório por ser de onde surgiu o termo e a cultura shipper Lost, que tornou pública a inimizade existente entre grupos envolvidos nos famosos triângulos amorosos, com os shippers de Kate & Sawyer e Jack & Kate; os livros e filmes de Harry Potter, que levaram a prática de shippar aos jovens fãs de sagas - assim como acontece com Piratas do Caribe, que popularizou os cult ships já que a maioria dos fãs preferiam ver a personagem Elizabeth Swan com o pirata Capitão Jack Sparrow, ao invés do seu par oficial Will Turner. Em Zootopia, temos Judy e Nick - Quando se conheceram não se suportavam, entretanto ao longo do filme ambos constroem uma amizade que no meio do filme é rompida, mas no final do filme eles fazem as pazes e ficam mais unidos que antes, e com alta probabilidade de que sejam algo a mais no futuro, um dos diretores do filme, Rich Moore, tweetou que gosta da ideia de transformá-los num casal; A maioria dos fãs quer vê-los juntos. Em Kung Fu panda, temos Po e Tigresa - Po era um fã da Tigresa( continua sendo) e a admirava bastante ( continua admirando) porém Tigresa não gostava nenhum pouco do Po, mas com o passar da história ambos foram formando uma amizade e uma química, quanto a essa relação a DreamWorks deu várias evidências de que eventualmente irá se tornar algo a mais do que uma amizade, é um casal que praticamente todos os fãs querem que se torne oficial, sendo o casal mais shippado nos 2 últimos filmes e na série Lendas do Dragão Guerreiro. Em iCarly, temos Carly e Freddie -  ambos estão envolvidos em uma constante relação de amor e amizade durante o decorrer da série e são a escolha da maioria dos fãs. Em Glee, temos Klaine (Kurt e Blaine), Brittana (Brittany e Santana) e Finchel (Finn e Rachel) entre outros, sendo esses os mais populares. Com os filmes não foi diferente como em X-Men, logo quando o casal de protagonistas Nicholas Hoult e Jennifer Lawrence tem uma certa química fora das telinhas também.
Outras séries que os fãs também apoiam casais que realmente acontecem ou não são Arrow, Supernatural, Misfits, The 100, Orange Is the New Black, Game of Thrones, Glee, The Vampire Diaries, Pretty Little Liars, Skins, Doctor Who, Sherlock, House, Revenge, Gossip Girl, Once Upon a Time, True Blood, Teen Wolf e várias outras.
Além disso, existem casos onde pessoas apoiam casais de famosos. Por exemplo, há fãs do cantor Justin Bieber que apoiam seu relacionamento com a atriz e cantora Selena Gomez. Outros preferem apoiar casais famosos que já existem, como Brad Pitt e Angelina Jolie.

## Fandoms
Muitas vezes, um Fandom é criado quando os fãs e shippers encontram outras pessoas que apoiam seu casal favorito. Os shippers criam contas em redes sociais ao casal, mesmo que não tenha sucedido, e conversam com pessoas que têm a mesma opinião, seja ela qual for. Redes sociais como o Twitter e o Tumblr são as mais utilizada nestes casos, praticamente como um "ponto de encontro" dos shippers.
1. ↑  «Words We're Watching: A New Sense of 'Ship'» [Palavras que estamos de olho: Um novo sentido para "Ship"]. www.merriam-webster.com (em inglês). Consultado em 25 de janeiro de 2024
2. ↑  Nunes, Carlos André (19 de abril de 2021). «Você já ouviu falar no verbo 'Shippar'». CBN Goiânia (Áudio gravado da transmissão de rádio). Consultado em 25 de janeiro de 2024. Relationship é uma palavra pra relacionamento. [..] Shippar é fazer com que duas personagens tenham um relacionamento. [...] O Cupido é um shippador.